# Nena Live ’98
Nena Live ’98 ist das am 16. November 1998 veröffentlichte zweite Livealbum der deutschen Sängerin Nena. Es wurde von Polydor veröffentlicht.

## Entstehungsgeschichte
Das von Philipp Palm produzierte Album wurde am 21. August 1998 im Rheinstadion Düsseldorf aufgenommen. Der Auftritt entstand im Rahmen einer Support-Tournee für die Band Pur. Mit dieser gemeinsam wurde das Lied Lena, hier unter dem Titel Nena, aufgenommen. Nena sing das Lied mit Hartmut Engler im Duett. Diese Aufnahme stammt vom 22. August 1998 und erfolgte ebenfalls im Rheinstadion Düsseldorf. Dieser Titel wurde von Günther Kasper produziert. Bei den beiden Tagen handelt es sich um den Tourneeabschluss einer Open-Air-Tournee im Sommer 1998, bei der Nena zusammen mit Pur vor insgesamt 400.000 Menschen gespielt hatte. Das Album enthält einige von Nenas größten Hits, zum Teil noch aus der Zeit ihrer Band.
Als Musiker beteiligten sich neben Nena Tony Bruno und Mike Tait an der Gitarre, Bruno Ravel am Bass, Derek von Krogh an den Keyboards, sowie Van Romaine am Schlagzeug an den Liveauftritten.
Das erste Livealbum trägt den gleichen Titel, erschien jedoch bereits 1995. Aus diesem Grund wird das Album oft als Nena Live '98 oder als Live '98 bezeichnet, obwohl dieser Titel gar nicht auf dem Cover vermerkt ist.

## Titelliste
| #   | Titel                                | Länge |
| --- | ------------------------------------ | ----- |
| 1.  | Leuchtturm                           | 3:25  |
| 2.  | Jamma nich’                          | 2:32  |
| 3.  | Was hast du in meinem Traum gemacht? | 4:41  |
| 4.  | Wenn wenigstens Sommer wär           | 3:22  |
| 5.  | Dann fiel mir auf                    | 4:54  |
| 6.  | Was immer du tust                    | 4:11  |
| 7.  | ? (Fragezeichen)                     | 4:39  |
| 8.  | Das ist normal                       | 4:18  |
| 9.  | Es ist in Ordnung                    | 5:05  |
| 10. | Nur geträumt                         | 5:16  |
| 11. | Irgendwie, irgendwo, irgendwann      | 6:46  |
| 12. | 99 Luftballons                       | 4:58  |
| 13. | Abschied                             | 6:10  |
| 14. | Nena (feat. Pur)                     | 4:53  |